# Nectopsyche
Nectopsyche är ett släkte av nattsländor. Nectopsyche ingår i familjen långhornssländor.

## Bildgalleri

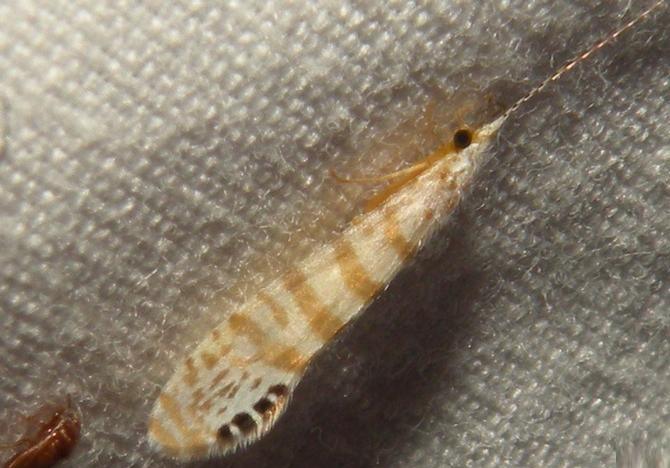

## Dottertaxa tillNectopsyche, i alfabetisk ordning[1]
- Nectopsyche acutiloba
- Nectopsyche adusta
- Nectopsyche albida
- Nectopsyche argentata
- Nectopsyche aureofasciata
- Nectopsyche aureovittata
- Nectopsyche bellus
- Nectopsyche brethesi
- Nectopsyche bruchi
- Nectopsyche brunneofascia
- Nectopsyche cana
- Nectopsyche candida
- Nectopsyche cubana
- Nectopsyche diarina
- Nectopsyche diminuta
- Nectopsyche dorsalis
- Nectopsyche exophthalma
- Nectopsyche exquisita
- Nectopsyche flavofasciata
- Nectopsyche fulva
- Nectopsyche fuscomaculata
- Nectopsyche gemma
- Nectopsyche gemmoides
- Nectopsyche globigona
- Nectopsyche gracilis
- Nectopsyche jenseni
- Nectopsyche lahontanensis
- Nectopsyche lewisi
- Nectopsyche lucipeta
- Nectopsyche maculipennis
- Nectopsyche minuta
- Nectopsyche modesta
- Nectopsyche monticola
- Nectopsyche muelleri
- Nectopsyche muhni
- Nectopsyche multilineata
- Nectopsyche navasi
- Nectopsyche nigricapilla
- Nectopsyche nordmani
- Nectopsyche onyx
- Nectopsyche ortizi
- Nectopsyche padrenavasi
- Nectopsyche paludicola
- Nectopsyche pantosticta
- Nectopsyche pavida
- Nectopsyche punctata
- Nectopsyche quatuorguttata
- Nectopsyche separata
- Nectopsyche spiloma
- Nectopsyche splendida
- Nectopsyche stigmatica
- Nectopsyche taleola
- Nectopsyche tapanti
- Nectopsyche tavara
- Nectopsyche texana
- Nectopsyche thallina
- Nectopsyche tuanis
- Nectopsyche utleyorum